# Ewan Beaton
Ewan Beaton (ur. 13 lipca 1969 w Edmonton) – kanadyjski judoka. Dwukrotny olimpijczyk. Zajął dziewiąte miejsce w Barcelonie 1992 i 33. miejsce w Atlancie 1996. Walczył w wadze ekstralekkej.
Uczestnik mistrzostw świata w 1991, 1993 i 1995. Startował w Pucharze Świata w latach 1990–1993, 1995 i 1996. Złoty medalista igrzysk panamerykańskich w 1995 i srebrny w 1991. Pięciokrotny mistrz Kanady w latach 1991-1996.

## Letnie Igrzyska Olimpijskie 1992
| Konkurencja | Eliminacje                | Repasaże                 | Repasaże            | Repasaże                   | Klas. końcowa |
| Konkurencja | Przeciwnik I              | Przeciwnik I             | Przeciwnik II       | Przeciwnik III             | Miejsce       |
| ----------- | ------------------------- | ------------------------ | ------------------- | -------------------------- | ------------- |
| 60 kg       | Richard Trautmann (GER) P | Alberto Francini (SMR) Z | Keith Gough (IRL) Z | Philippe Pradayrol (FRA) P | 9.            |

## Letnie Igrzyska Olimpijskie 1996
| Konkurencja | Eliminacje             | Klas. końcowa |
| Konkurencja | Przeciwnik I           | Miejsce       |
| ----------- | ---------------------- | ------------- |
| 60 kg       | Pedro Caravana (POR) P | 33.           |